# Sabrina (voornaam)
Sabrina is van origine een Engelse voornaam. De naam is afgeleid van de Britse rivier de Severn.
De populariteit van de naam is mogelijk beïnvloed door de film Sabrina uit 1954.